# Adolf Scherer
Adolf Scherer   (Priekopa, 5 de maig de 1938 - Sant Geli, 22 de juliol de 2023) fou un futbolista eslovac de la dècada de 1960.
Fou 36 cops internacional amb la selecció txecoslovaca amb la qual participà en la Copa del Món de Futbol de 1958 i a la Copa del Món de Futbol de 1962.
Pel que fa a clubs, defensà els colors de Inter Bratislava, Lokomotíva Košice, VSS Košice, Nîmes Olympique i Olympique Avignonais.